# Dircenna melini
Dircenna melini är en fjärilsart som beskrevs av Felix Bryk 1953. Dircenna melini ingår i släktet Dircenna och familjen praktfjärilar. Inga underarter finns listade i Catalogue of Life.